# سفارة إسرائيل في اليابان
سفارة إسرائيل في اليابان هي أرفع تمثيل دبلوماسي لدولة إسرائيل لدى اليابان. تقع السفارة في وهي تهدف لتعزيز المصالح الإسرائيلية في اليابان.

## وصلات خارجية
- قائمة سفارات إسرائيل
- قائمة السفارات في اليابان